# Tuba di Falloppio
Le tube di Falloppio, chiamate anche salpingi (dal greco σαλπίγξ [salpìnx] che significa tromba, tuba, alludendo alla loro forma), trombe uterine o ovidotti, sono due organi tubolari pari e simmetrici che collegano l'ovaio alla cavità uterina.
Le tube prendono il nome dallo scopritore Gabriele Falloppio, anatomista italiano del XVI secolo.

## Anatomia
Le tube di Falloppio hanno una lunghezza che va dai 12 ai 18 centimetri e uno spessore che arriva fino ai 3 millimetri. Esse sono rivestite dal peritoneo; sono collegate alla cavità peritoneale da dei foglietti peritoneali, chiamati mesosalpingi.
Le tube di Falloppio possono idealmente dividersi in quattro porzioni:
- l'infundibolo, che ha la forma ad imbuto ed è la sezione più vicina alle ovaie;
- la parte ampollare, che è la parte più lunga, di circa 6 - 7 centimetri. Regola il transito dei gameti ed il transito embrionale mediante contrazioni e successivi rilasciamenti;
- la parte istmica, è una porzione lunga circa 2 - 3 centimetri, è quasi rettilinea e sottile;
- la parte intramurale, è il tratto più breve ed è il punto in cui la tuba si introduce nel miometrio per raggiungere la cavità uterina.

### Microanatomia
Una sezione trasversale di una tuba di Falloppio mostra quattro strati distinti, dall'esterno all'interno: sierosa, subsierosa , lamina propria e mucosa interna. La sierosa è derivata dal peritoneo viscerale. La Subsierosa è composta da tessuto avventizio, vasi sanguigni, vasi linfatici, fibre muscolari lisce longitudinali e circolari. Questo strato è responsabile dell'azione peristaltica delle tube di Falloppio. La lamina propria è formata da tessuto connettivo. Lo strato interno è un singolo strato di semplice epitelio colonnare. Le cellule colonnari hanno filamenti microscopici simili a peli (ciglia), che sono disposti lungo tutte le tube, ma sono più numerosi nell'infundibolo e nell'ampolla. L'estrogeno aumenta la produzione di ciglia su queste cellule. Tra le cellule ciliate troviamo alcune cellule che posseggono dei granuli apicali e producono il fluido tubulare. Questo fluido contiene sostanze nutritive per gli spermatozoi, gli ovociti e gli zigoti. Le secrezioni promuovono la capacitazione dello sperma rimuovendo le glicoproteine e altre molecole dalla membrana plasmatica spermatica. Il progesterone aumenta il numero di cellule ciliate, mentre l'estrogeno aumenta la loro dimensione e l'attività secretoria. Il fluido tubalico si muove controcorrente rispetto alle ciglia.

### Sviluppo
Gli embrioni posseggono dei condotti detti dotti di Müller, che si sviluppano nelle tube di Falloppio, nell'utero e nella vagina nelle femmine, mentre nei maschi vanno ad atrofizzarsi per poi sparire. Un'altra coppia di dotti, i dotti di Wolff si sviluppano nei maschi per formare l'epididimo e i dotti deferenti.
Normalmente, solo una delle coppie di dotti andrà a svilupparsi mentre l'altra regredisce e scompare.

## Funzioni
Le tube di Falloppio consentono il passaggio dell'ovulo dall'ovaio all'utero. Quando un ovocita si sviluppa all'interno dell'ovaia, è incapsulato da una sfera di cellule nota come follicolo ovarico. Appena prima dell'ovulazione l'ovocita primario completa la meiosi I e va a formare il primo corpo polare mentre l'ovocita secondario viene arrestato nella metafase della meiosi II. L'ovocita secondario viene quindi ovulato. Il follicolo e la parete dell'ovaio si rompono, consentendo il rilascio dell'ovocita secondario. L'ovocita secondario viene catturato dall'estremità fimbriata e viaggia verso l'ampolla del tubo uterino dove viene raggiunto dallo spermatozoo, per dare luogo alla fecondazione; la meiosi II viene così completata. L'ovulo fecondato, ora uno zigote, viaggia verso l'utero aiutato dalle ciglia e dalla muscolatura delle tube. Dopo circa cinque giorni l'embrione entra nella cavità uterina e il sesto giorno circa si va a impiantare sulla parete dell'utero.
Quando l'embrione si impianta nella tuba di Falloppio invece che nell'utero, si ha una gravidanza extrauterina.

## Patologia

### Fertilità
Non è possibile eseguire un test completo delle funzioni tubali in pazienti con sterilità, ma la verifica della pervietà tubarica è importante visto che l'ostruzione tubarica è una delle principali cause di infertilità. Questo esame si svolge tramite diverse tecniche, tra cui l'isterosalpingogramma, la laparoscopia o la sonografia. La procedura standard per testare la pervietà è insufflazione tubarica. La condizione delle tube può anche essere verificata attraverso l'utilizzo di un colorante, come il blu di metilene, che può essere iniettato nell'utero al fine di verificare se è in grado di passare attraverso le tube quando la cervice è occlusa. Le malattie tubariche sono spesso correlate alle infezioni da Chlamydia, per questo il test per gli anticorpi della Chlamydia è diventato un tipo di screening economico per le patologie tubariche.

### Infiammazioni
La salpingite è un'infiammazione delle tube di Falloppio. Può presentarsi da sola o essere parte della malattia infiammatoria pelvica (PID). La salpingite istmica nodosa è un ispessimento delle tube di Falloppio nella sua porzione ristretta, dovuta ad infiammazione. Come la PID e l'endometriosi, può portare all'ostruzione delle tube di Falloppio. L'ostruzione delle tube di Falloppio è associata alla sterilità e alla gravidanza ectopica.

### Cancro
Il cancro delle tube di Falloppio, che in genere deriva dal rivestimento epiteliale delle tube, è considerato un tumore raro, anche se prove recenti suggeriscono che possa rappresentare una porzione significativa di ciò che è stato classificato in passato come cancro ovarico. La diversa diagnosi è però di scarsa importanza, in quanto il trattamento dei due carcinomi è essenzialmente simile.

### Chirurgia
La rimozione chirurgica di una tuba di Falloppio viene chiamata salpingectomia. Nel caso sia necessario rimuovere entrambe le tube, viene definita come salpingectomia bilaterale. Un'operazione che combina la rimozione di una tuba di Falloppio con la rimozione di almeno un ovaio è detta salpingo-ovariectomia. L'operazione per rimuovere un'ostruzione delle tube di Falloppio è chiamata tuboplastica.